# دهستان طاهرآباد
دهستان طاهرآباد یکی از دهستان‌های بخش بومهن شهرستان پردیس در استان تهران ایران است.

## جمعیت
براساس سرشماری مرکز آمار ایران در سال ۱۳۹۵، جمعیت این دهستان برابر با ۳۷۶ نفر بوده‌است.